# Cachi (departement)
Cachi is een departement in de Argentijnse provincie Salta. Het departement (Spaans:  departamento) heeft een oppervlakte van 2.925 km² en telt 7.280 inwoners.

## Plaatsen in departement Cachi
- Cachi
- Cachi Adentro
- Escalchi
- La Paya
- Payogasta
- Rancagua
- San José de Cachi
- San Jose de Escalchi